# Parafia Zwiastowania Najświętszej Maryi Panny w Nowej Wsi Czudeckiej
Parafia Zwiastowania Najświętszej Maryi Panny w Nowej Wsi Czudeckiej – parafia rzymskokatolicka znajdująca się w diecezji rzeszowskiej w dekanacie Czudec. Erygowana w 1988 roku.